# DOTA-TATE
DOTA-TATE یک پپتید شامل هشت آمینو اسید است، که با یک پیوند کوالانسی به یک عامل چنگالنده DOTA متصل شده‌است.
DOTA-TATE می‌تواند با رادیونوکلئیدهای گالیم-۶۸، لوتتیوم-۱۷۷ و مس-۶۴ واکنش داده و رادیوداروهای مورد نیاز برای تصویربرداری توموگرافی با انتشار پوزیترون (PET) یا درمان با رادیونوکلید را ایجاد کند.

## همچنین ببینید
- لوتتیم